# Jannabites
Els jannabites (àrab: الجنابيون, al-jannābiyyūn) foren una nissaga de daïs càrmates que va governar l'Aràbia oriental del 886 al 1078, primer sota un gran poder personal i després com a dirigents en consell d'una mena de república de Bahrayn.

## Història
A partir del 899 un dels membres del moviment, Abu-Saïd al-Jannabí, havia estat enviat per Hamdan Qarmat a l'Aràbia oriental, llavors anomenada Bahrayn (que cal no confondre amb les illes Bahrein), on va fundar un estat càrmata que fou regit prop de dos segles per la dinastia dels jannabites. Es va destacar per la seva oposició al lideratge fatimita dins l'ismaïlisme, així com la seva lluita contra el califat abbàssida i la seva intensa activitat propagandística, difonent una doctrina que reclamava la plena igualtat. Va fer matar el daï Abu Zakariyya al-Zamami, el seu antecessor en la predicació, enviat segurament pel daï Ibn Hawshab del Iemen. Va governar amb l'assessorament d'un consell de direcció conegut com al-Ikdaniyya, del que formaven part els principals notables i funcionaris entre els quals Hasan ibn Shanbar o Sanbar cap d'una poderosa família d'al-Katif i un dels seus primers partidaris i després el seu sogre.
En 913 Abu-Saïd al-Jannabí va ser assassinat i fou succeït pel seu fill Abu-l-Qàssim Saïd ibn Abi-Saïd al-Hàssan (913-918) conforme a la voluntat del difunt, creant-se així una dinastia càrmata. Set fills van fer part del consell o al-Ikdaniyya. Abu-l-Qàssim Saïd aviat fou substituït pel seu germà petit (quan aquest va arribar a la majoria entre 918 i 923) i vers el 923, regnant ja aquest germà, Abu-Tàhir al-Jannabí, els càrmates van iniciar una època d'ofensiva militar sobre el sud de l'Iraq; al consell hi havia set visirs dels que el principal era Sanbar, fill de Hasan ibn Shanbar.
Els càrmates van saquejar més d'una vegada Bàssora i Kufa, i atacaven les caravanes de peregrins. En la campanya del 927/928 van amenaçar Bagdad i va arribar fins al-Rahba; els càrmates del Sawad (regió de Kufa) als que es van unir els àrabs Banu Dhubi, els Rifaa i els Idjil, es van revoltar, dirigits entre d'altres per Isa ibn Musa (nebot d'Abdan) i van assolar la regió de Wasit entrant a Kufa si bé van acabar derrotats per un exèrcit abbàssida; els que van poder fugir es van unir a Abu Tahir que retornava cap a Bahrayn de la seva expedició, i van formar el grup dels ajamiyyun.
El 930 van atacar la Meca, van massacrar els seus habitants i van robar la Pedra Negra de la Kaaba, que no van tornar fins a l'any 951, a canvi d'un fort rescat i partida en dos. Probablement el setembre/octubre del 931 Abu Tahir va traspassar el poder a un jove persa d'Esfahan en el qual el càrmates van creure reconèixer al mahdi; la data de l'aparició coincidí amb el 1500 aniversari de Zoroastre anunciat com el de la restauració del regne dels mags segons les profecies de Zoroastre, i el jove persa era un suposat mag i descendent dels reis de Pèrsia; Esfahan era la ciutat d'eon tots els astròlegs assenyalaven que sorgiria la dinastia que havia d'enderrocar el califat àrab. Sembla que fins i tot va tenir suport del cap dels mags, Isfandiyar ibn Adharbad (executat uns anys després a Bagdad sota acusació d'ajudar a Abu Tahir). El mahdi va ordenar de maleir els profetes i adorar al foc; progressivament va derivar en formes religioses peculiars i va fer matar alguns caps càrmates; al cap de 80 dies Abu Tahir el va haver de matar i reconèixer que havia estat enganyat per un impostor; això va portar a una forta desmoralització; els càrmates ajamiyyun van abandonar Bahrayn i molts van fer apostasia entre els quals el cap dels Idjil Abu l-Ghayth ibn Abda; grups d'antics càrmates van passar al servei dels califes abbàssides. Però per contra Isa ibn Musa que havia estat fet presoner, es va escapar i instal·lat a Bagdad va escriure diverses obres filosòfiques en nom del seu oncle Abdan que van tenir molt d'impacte entre els càrmates. Va tardar una mica a refer-se però en anys següents va seguir atacant el sud d'Iraq i la costa de Fars i amenaçant les caravanes de peregrins. El 939 va signar un acord amb el califat abbàssida pel qual Abu Tahir quedava encarregat de protegir el pelegrinatge i recaptar pagaments per la protecció entre els peregrins.
Mort Abu Tahir vers 944 els seus germans van governar junts (govern conegut com al-sada al-ruasa) i van seguir una política pacifica; van retornar la Pedra Negra el 951. Els fills del difunt, propietaris terratinents molt respectats, no van tenir part al govern fins que el 969 Sabur, el fill gran, va demanar entrar al consell com a successor del seu pare però fou arrestat pels seus oncles i va morir segurament assassinat. Les discòrdies a la família jannabita foren constants i el califa fatimita va fins i tot intervenir el 971 per arranjar les diferències (en profit propi). Després de la mort de Said (que havia regnat vers 913-918 i després fou membre del consell) el 972, els nets d'Abu Said Hasan van acabar arribant al consell però Abu Yaqub Yusuf ibn Abi Said, l'únic germà sobrevivent (944-977) va conservar la preeminència fins a la seva mort el 977. Llavors sis nets d'Abu Said Hasan van assolir plenament el poder (cap descendent d'Abu Tahir la descendència del qual es creu que fou exclosa). Algun visir (el 1051 es testimonien sis janabites i sis visirs) devia formar part també del consell i sembla que eren tots descendents de Sanbar.
A la meitat del segle X els drets de duana de l'illa d'Uwal, que controlava la navegació pel golf Pèrsic, era cobrada pels descendents dels dos sexes d'Abu Said Hasan (uns 400). Els impostos, el tribut pagat per Oman, els drets de protecció dels peregrins, els tributs o pagaments de protecció dels governs i el botí de les campanyes estava disposició dels governats jannabites amb l'aprovació dels descendents de Sanbar al consell; el que no es gastava es repartia en 1/5 pel tresor, 3/5 pels descendents d'Abu Said Hasan i 1/5 per la família de Sanbar (uns 20). Fins al final del segle X hi va haver una duana càrmata prop de Bàssora (junt a la dels buwàyhides), un delegat càrmata a Kufa i un a al-Jafariyya (vila al límit del desert, prop de Bàssora). Els buwàyhides els havien cedit terres a l'Iraq a la regió de Shaykh al-Furat i a Wasit i els càrmates van tenir un ambaixador a Bagdad sota Àdud-ad-Dawla i Samsam-ad-Dawla (ambaixador que fou Abu Bakr ibn Shahuya). Les terres productives de fruits i cereals de la província de Bahrayn estaven un ús comunitari pels afiliats càrmates (muminun). L'exèrcit es formava a al-Ahsa i provenia de tribus àrabs (principalment kilabites i uqaylites) que rebien bona instrucció.
Els càrmates van tenir bones relacions amb hamdànides i ikhxídides; el maig del 964 van saquejar Tabariyya i el 969 al-Hasan al-Asam al front de les forces càrmates de Bahrayn va envair Síria i va ocupar Damasc; va derrotar el ikhxídida Hasan ibn Ubayd Allah ibn Tughdj i va saquejar Ramla. L'octubre o novembre del 969, quan ja els fatimites dominaven Egipte, un exèrcit càrmata dirigit per Kisra i per Sakhr, cosins d'al-Asam, van derrotar Hasan una altra vegada, però es va acordar la pau i els ikhxídides van acceptar pagar tribut; el gros de l'exèrcit càrmata es va retirar i els que van restar a Síria i Palestina van ser derrotats junt amb Hasan per un exèrcit fatimita que va ocupar Ramla el 970.
El 970/971 amb el suport del buwàyhida Izz-ad-Dawla Bakhtiyar i de l'hamdànida Abu-Tàghlib, va derrotar completament al general fatimita Jàfar ibn Falah a les portes de Damasc (que va ocupar); el general enemic va morir i Hasan va fer maleir al califa fatimita. Després d'això es va apoderar de Ramla, va entrar a Egipte i va assetjar el Caire però es va haver de retirar per una sortida del general Jàwhar as-Siqil·lí per la part nord (22 de desembre del 970) i la defecció dels seus aliats els Banu Ukayl i els Banu Tayyi. Va retornar llavors a Bahrayn (971) però va conservar Damasc. El juny del 972 els càrmates van derrotar un exèrcit fatimita i van recuperar Ramla, que havia estat ocupada pels fatimites. El 973 el califa Abu Temin Maad al-Muizz Lideenillah li va escriure una carta tirant-li en cara l'abandonament de la causa fatimita pels càrmates, carta que va contestar de manera insolent. El 974 va organitzar un nou atac a Egipte i va assetjar altre cop el Caire però fou traït pel seu aliat al-Hàssan ibn al-Jarrah (vegeu jarràhides) i fou derrotat (abril del 974) per les tropes fatimites dirigides pel fill del califa (el futur al-Aziz Nizar) i va tornar a Bahrayn acordant una treva amb els fatimites per aconseguir l'alliberament del seu secretari Abu-l-Munajja que havia estat fet presoner a Damasc pels fatimites; al-Muizz va acceptar pagar tribut als càrmates, acord que va estar vigent i es va complir fins a la mort del califa el desembre del 975.
Llavors el càrmates de Síria dirigits per Kisra i Ishak (cosins d'al-Asam), es van posar al costat del turc Alptekin, un oficial buwàyhida que havia fugit de l'Iraq i s'havia apoderat de Damasc; junts van ocupar Ramla. Un exèrcit dirigit per Jàwhar as-Siqil·lí va arribar davant Damasc (juliol del 976) i Alptekin i els seus aliats càrmates van cridar en ajut Hasan al-Asam que va venir de Bahrayn; degut a la seva arribada Jàwhar es va retirar (desembre del 976) i fou perseguit cap a Ramla que va haver d'evacuar, i finalment Ascaló, d'on es va haver de retirar en condicions humiliants. El califa al-Aziz Nizar (que havia pujat al poder l'any anterior) va decidir iniciar personalment la campanya, i va atacar a Hasan i a Alptekin a Ramla, i els va causar greus pèrdues. Alptegin fou capturat i Hasan va poder arribar a Tiberíades on va rebre un emissari del califa amb el que va signar la pau, per la qual el califa pagaria un tribut anual de 30.000 dinars als càrmates (per endavant) i Hasan va retornar a al-Hasa (va morir el març de 977). El seu germà o cosí Jàfar ibn Àhmad el va succeir al front de l'exèrcit càrmata a Síria i Palestina però fou derrotat pels fatimites prop de Ramla (setembre del 978) i va retornar a Bahrayn acordant la pau en virtut de la qual els fatimites pagaven un tribut anual.
A la mort del buwàyhida Àdud-ad-Dawla els càrmates de Bahrayn van voler exercir el control sobre el baix Iraq i van atacar Bàssora el 984; el 985 van obtenir tribut per renunciar als seus atacs; llavors dirigits per Jàfar ibn Àhmad van ocupar Kufa (985) i després de fallar un intent d'arranjament, els buwàyhides els van atacar i derrotar prop de Djamiayn i es van haver de retirar perdent tota influència a l'Iraq. El 988 van patir una nova derrota a mans d'al-Afsar, cap dels Banu l-Muntafik, que va assetjar al-Ahsa, va saquejar Katif i es va emportar el botí a Bàssora. Els càrmates van perdre de fet el privilegi d'escortar les caravanes, dret que fou reclamat per al-Afsar i altres caps tribals.
La seva història posterior, ja merament un poder local, és fosca; el 992 van reconèixer al fatimita al-Aziz Nizar (975–996) potser buscant el restabliment del tribut que ja no es pagava des del 988, però el reconeixement va durar poc temps i amb el següent califa al-Hàkim bi-amr-Al·lah (996–1021) les relacions foren hostils. A Bahrayn van conservar les seves creences però els adeptes càrmates, fora de la regió i del sud de l'Iraq, van ser absorbits pel moviment ismaïlita fatimita.
Internament se sap que tenien 30000 esclaus negres treballant en granges. Els habitants del país no pagaven impostos ni delmes i si una persona s'empobria rebia un préstec a retornar quan es recuperava; els préstecs eren sempre sense interès; les transaccions es feien amb monedes de plom simbòliques; un artesà que arribava a al-Ahsa rebia un préstec per comprar eines i establir-se; les reparacions de les cases les feien de manera gratuïta els esclaus dels dirigents; el govern tenia alguns molins per moldre blat pels habitants. Les pregàries, el dejuni i altres pràctiques musulmanes foren abolides al començament del segle X però hi havia una mesquita pels estrangers que volien resar a la manera musulmana. La població no bevia vi.
El 1067 els càrmates de Bahrayn van perdre l'illa d'Uwal per una revolta dels habitants i la derrota de la flota; poc després un rebel local va ocupar Katif (vers 1068); el 1069/1070 es va revoltar Abd-Al·lah ibn Alí al-Uyuní dels Banu Murra ibn Àmir, que dominaven el nord de la regió de Bahrayn, i després d'una primera victòria va assetjar al-Ahsa durant set anys i la va ocupar el 1076 amb ajut de 200 cavallers turcmans vinguts de l'Iraq. Va fundar la dinastia Uyúnida. El 1077/1078 va esclafar la resistència dels càrmates (que el 1076 havien reconegut el califa al-Mustànsir, 1035–1094) i les tribus que els donaven suport, i van liquidar l'estat càrmata.

## Llista dedaïsi consellers jannabites
- Abu-Saïd al-Jannabí 886-913
- Abu-l-Qàssim Saïd ibn Abi-Saïd al-Hàssan 913-918
- Abu-Tàhir al-Jannabí 918-931
- Al-Mahdí (usurpador) 931
- Abu-Tahir Sulayman ibn Abi-Saïd al-Hàssan al-Jannabí al-Hajarí 931-944 (segona vegada)
- Abu-l-Qàssim Saïd ibn Abi-Saïd al-Hàssan 944-962
- Abu-Mansur Àhmad ibn Abi-Saïd al-Hàssan 944-970
- Abu-l-Qàssim Saïd ibn Abi-Saïd al-Hàssan 944-?
- Al-Fadl ibn Abi-Saïd al-Hàssan 944-?
- Àhmad ibn Abi-Saïd al-Hàssan 944-970
- Abu-Yaqub Yússuf ibn Abi-Saïd 944-977
- Sabur ibn Abu Tahir Sulayman 969
- al-Hàssan (II) al-Àssam ibn Àhmad, 970-977
- Govern republicà fins a 1078 (de fet 944-1078)